# Betonfabriek

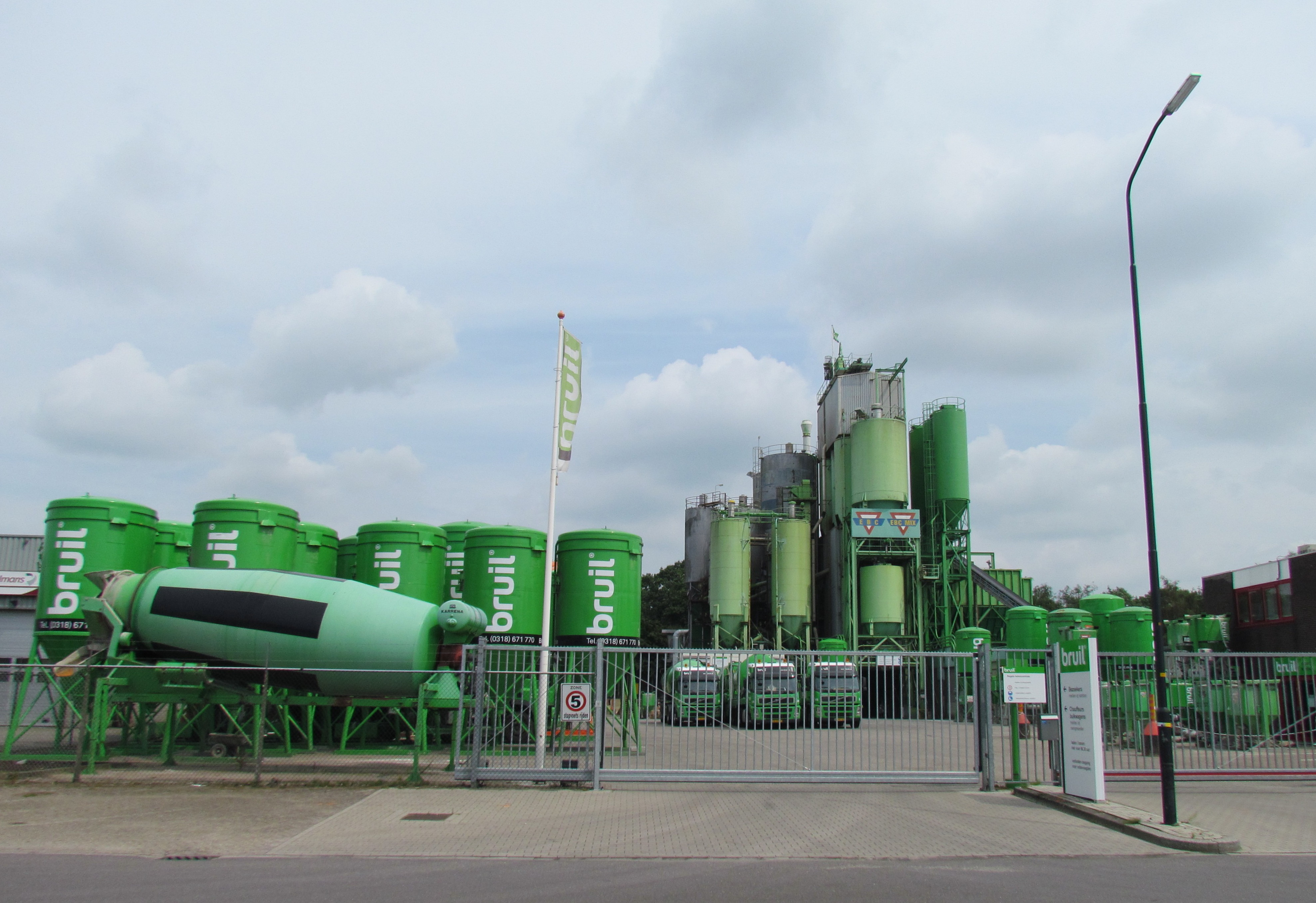
Betonfabriek De Bruil, Apeldoorn (2014)

Een betonfabriek is een fabriek waar betonnen elementen worden vervaardigd uit cement, zand, grind en (eventueel) wapeningsstaal.
Tot deze elementen kunnen kleine producten behoren, zoals betonklinkers, betontegels, trottoirbanden, stoeptegels, varkensruggen, heipalen, rioolbuizen. Ook grotere onderdelen zoals spanten, liggers en dergelijke kunnen in een dergelijke fabriek worden geproduceerd.
Gezien de aanvoer van de grondstoffen, en eventueel de afvoer van grote betonelementen, ligt een dergelijk bedrijf meestal aan een kanaal of haventje.